# 1. SC Feucht
1. SC Feucht is een Duitse sportvereniging uit de plaats Feucht in de deelstaat Beieren. De vereniging heeft een voetbal- en een kegelafdeling.

## Geschiedenis
De eerste voetbalvereniging in Feucht was in 1920 FC Feucht. Deze club hield geen stand en werd opgeheven. In 1927 werd als opvolger 1. SC Feucht opgericht. In 1984 speelde de club nog in de A-Klasse (een lage amateurdivisie), maar met de promotie naar de Landesliga in 1995 en de Bayernliga in 1997 ontsteeg de club de eigen regio.  In hetzelfde jaar werd ook het Feuchter Waldstadion ingewijd, dat na de promotie naar de Regionalliga Süd in 2003 nog enige verbouwingen onderging en vandaag de dag aan 3.500 toeschouwers plaats biedt.
In het seizoen 2005/06 zag de vereniging vrijwillig af van een nieuwe licentie-aanvraag voor de Regionalliga en daalde ze af naar de Bayernliga. Deze stap werd verklaard door de kosten die gepaard gaan met het spelen op Regionalliga niveau, de geringe interesse van sponsoren en teleurstellende toeschouwersaantallen. Een in februari 2005 ingediende voorlopige faillissementsaanvraag kon na het afsluiten van een nieuwe sponsorovereenkomst weer ingetrokken worden. In 2015 promoveerde de club naar de Bayernliga. Na twee seizoenen degradeerde de club. 

## Bekende (ex-)spelers
- Peter Perchtold